# Firminópolis
Firminópolis is een gemeente in de Braziliaanse deelstaat Goiás. De gemeente telt 10.732 inwoners (schatting 2009).